# Ángel Bargas
Ángel Hugo Bargas (* 29. Oktober 1946 in Buenos Aires) ist ein ehemaliger argentinischer Fußballspieler. Auf Vereinsebene unter anderem für die Chacarita Juniors und den FC Nantes sehr erfolgreich, nahm er mit der Nationalmannschaft seines Heimatlandes ferner auch an der Fußball-Weltmeisterschaft 1974 in Deutschland teil.

## Karriere

### Vereinskarriere
Ángel Bargas, geboren 1946 in Argentiniens Hauptstadt Buenos Aires, begann seine fußballerische Laufbahn in den Jugendabteilungen des Racing Club aus Avellaneda. Dort wurde er 1965 auch in die erste Mannschaft aufgenommen, schaffte allerdings nicht den Durchbruch. Stattdessen wechselte Bargas, der auf der Position eines Abwehrspielers eingesetzt wurde, zur Saison 1966 zu den Chacarita Juniors, wo in den ersten beiden Spielzeiten jedoch beide Male der letzte Tabellenplatz belegt wurde. Aufgrund einer Aufstockung beziehungsweise im zweiten Jahr der Änderung des Ligamodus verblieb man jedoch jeweils in der höchsten Spielklasse. In Bargas' viertem Jahr bei den Chacarita Juniors gelang dann aber der große Wurf. Unter Trainer Argentino Geronazzo, ein Verfechter des taktisch orientierten Fußballs der Marke, wie Estudiantes de La Plata unter Geronazzos Freund Osvaldo Zubeldía dreimal in Serie die Copa Libertadores gewonnen hatte, gelang dem bis dato nie im Titelrennen in Erscheinung getretenen Verein in der Primera División 1969 im Torneo Metropolitano der überraschende Meisterschaftserfolg. Nachdem im Halbfinale der Racing Club mit 1:0 besiegt wurde, konnte man sich auch im Endspiel durchsetzen, gegen Rekordmeister River Plate zeigte man sich mit 4:1 siegreich und konnte den ersten und bis heute einzigen Meistertitel für den mittlerweile in die Drittklassigkeit abgeglittenen Verein erzielen.
Ángel Bargas spielte bis ins Jahr 1972 bei den Chacarita Juniors und machte in sechs Jahren 221 Ligaspiele mit vier Toren. Danach wagte er den Sprung nach Europa und wechselte in die französische Division 1 zum FC Nantes. Bereits in seiner ersten Spielzeit mit dem FC Nantes, der Division 1 1972/73, wo er zur Winterpause hinzustieß, konnte unter Trainerlegende José Arribas der Gewinn der französischen Meisterschaft bejubelt werden. Nach Ende aller Spieltage belegte man den ersten Rang in der Tabelle mit fünf Punkten Vorsprung auf den OGC Nizza. Vier Jahre später gelang Ángel Bargas sein zweiter Titelgewinn für den Klub. Die Division 1 1976/77 beendete man auf dem ersten Platz mit einem Vorsprung von neun Punkten auf das zweitplatzierte RC Lens. Danach spielte Bargas noch zwei weitere Jahre im Trikot des FC Nantes und konnte in seinem letzten Jahr noch den Triumph im französischen Fußballpokal bejubeln, als man mit 4:1 nach Verlängerung gegen AJ Auxerre gewann. Zu diesem Zeitpunkt war der Argentinier aber schon nicht mehr unbedingter Stammspieler des FC Nantes. Auch aus diesem Grund verließ er den Verein im Sommer 1979 und ging für zwei Jahre zum FC Metz. Dort gelang im ersten Jahr der knappe Klassenerhalt, 1980/81 wurde man dann sogar Neunter.
1981 wechselte Ángel Bargas erneut den Verein und schloss sich CS Louhans-Cuiseaux, wo er von 1981 bis 1984 93 Spiele mit elf Toren machte und sich folgend für ein Jahr bis 1985 bei CO Le Puy engagierte, ehe der Abwehrspieler seine aktive Laufbahn im Jahr 1988 beim FC Angoulême beendete, wo er noch einmal einen Einsatz zu verbuchen hatte, nachdem er sich eigentlich bereits nach seiner Aktivität bei CO Le Puy vom aktiven Fußball zurückgezogen hatte.
Nach dem Ende seiner fußballerischen Laufbahn arbeitete Ángel Bargas als Trainer, große Erfolge waren ihm dabei jedoch bis heute nicht zuteilgeworden.

### Nationalmannschaft

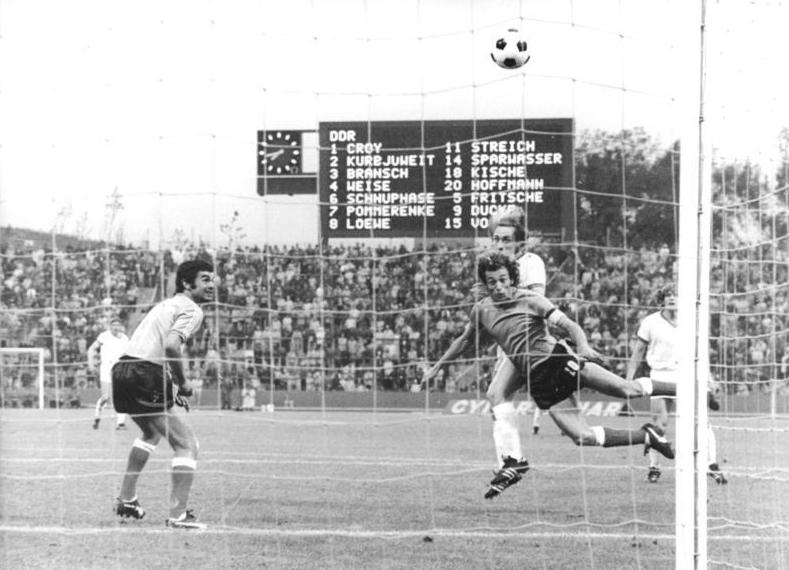
Ángel Bargas (links) im WM-Spiel 1974 gegen die DDR

Zwischen 1971 und 1974 brachte es Ángel Bargas auf insgesamt dreißig Einsätze in der argentinischen Fußballnationalmannschaft. Dabei gelang ihm ein Torerfolg. Von Nationalcoach Vladislao Cap wurde er ins Aufgebot der Südamerikaner für die Fußball-Weltmeisterschaft 1974 in Deutschland berufen. Im Turnierverlauf wurde der Spieler des FC Nantes dreimal eingesetzt, wobei alle drei Einsätze von Beginn an stattfanden. Nachdem er das erste Vorrundenspiel gegen Polen (2:3) absolvierte und in der 67. Spielminute gegen Roberto Telch ausgewechselt wurde, kam Bargas erst wieder in den letzten beiden Spielen der zweiten Finalrunde gegen Brasilien (1:2) und die DDR (1:1) zum Einsatz, wobei er beide Partien über die komplette Spielzeit absolvierte. Die argentinische Mannschaft schied nach dieser zweiten Finalrunde aus, da man dort nur den vierten Rang hinter den Niederlanden, Brasilien sowie der DDR belegt hatte.

## Erfolge
- Argentinische Meisterschaft: 1×

Metropolitano 1969 mit den Chacarita Juniors
- Französische Meisterschaft: 2×

1972/73 und 1976/77 mit dem FC Nantes
- Französischer Pokalsieg: 1×

1978/79 mit dem FC Nantes